# Olympische Sommerspiele 1968/Teilnehmer (Bermuda)
| Gelbes Symbol für Goldmedaillen mit stilisierten Olympischen Ringen | Graues Symbol für Silbermedaillen mit stilisierten Olympischen Ringen | Braundes Symbol für Bronzemedaillen mit stilisierten Olympischen Ringen |
| ------------------------------------------------------------------- | --------------------------------------------------------------------- | ----------------------------------------------------------------------- |
| —                                                                   | —                                                                     | —                                                                       |

Bermuda nahm an den Olympischen Sommerspielen 1968 im mexikanischen Mexiko-Stadt mit einer Delegation von sechs männlichen Sportlern an vier Wettbewerben in zwei Sportarten teil. Jüngster Athlet war Segler Jay Hooper (24 Jahre und 290 Tage), ältester Athlet war es Kirk Cooper (36 Jahre und 79 Tage).
Es war die siebte Teilnahme Bermudas an Olympischen Sommerspielen. 

## Teilnehmer nach Sportarten

### Leichtathletik
400 m
- Anthony Harper
Vorläufe: in Lauf 5 (Rang 7) mit 49,1 s (handgestoppt) bzw. 49,18 s (elektronisch) nicht für das Viertelfinale qualifiziert

1500 m
- Jeff Payne
Vorläufe: in Lauf 4 (Rang 11) mit 4:18,9 Minuten (handgestoppt) bzw. 4:18,92 min (elektronisch) nicht für das Halbfinale qualifiziert

### Segeln
Drachen
- Ergebnisse
Finale: 100,0 (netto) bzw. 124,0 (total) Punkte, Rang 13
Rennen eins: 15,0 Punkte, Rang neun
Rennen zwei: 20,0 Punkte, Rang 14
Rennen drei: 16,0 Punkte, Rang zehn
Rennen vier: 13,0 Punkte, Rang sieben
Rennen fünf: 16,0 Punkte, Rang zehn
Rennen sechs: 20,0 Punkte, Rang 14
Rennen sieben: 24,0 Punkte, Rang 18
- Mannschaft
Richard Belvin
Edmund Cooper
Eugene Simmons

Finn-Dinghi
- Jay Hooper
Finale: 167,0 (netto) bzw. 209,0 (total) Punkte, Rang 24
Rennen eins: 26,0 Punkte, Rang 20
Rennen eins: 19,0 Punkte, Rang 13
Rennen eins: 28,0 Punkte, Rang 22
Rennen eins: 29,0 Punkte, Rang 23
Rennen eins: 23,0 Punkte, Rang 17
Rennen eins: 42,0 Punkte, nicht beendet
Rennen eins: 42,0 Punkte, nicht beendet